# Спишска-Собота

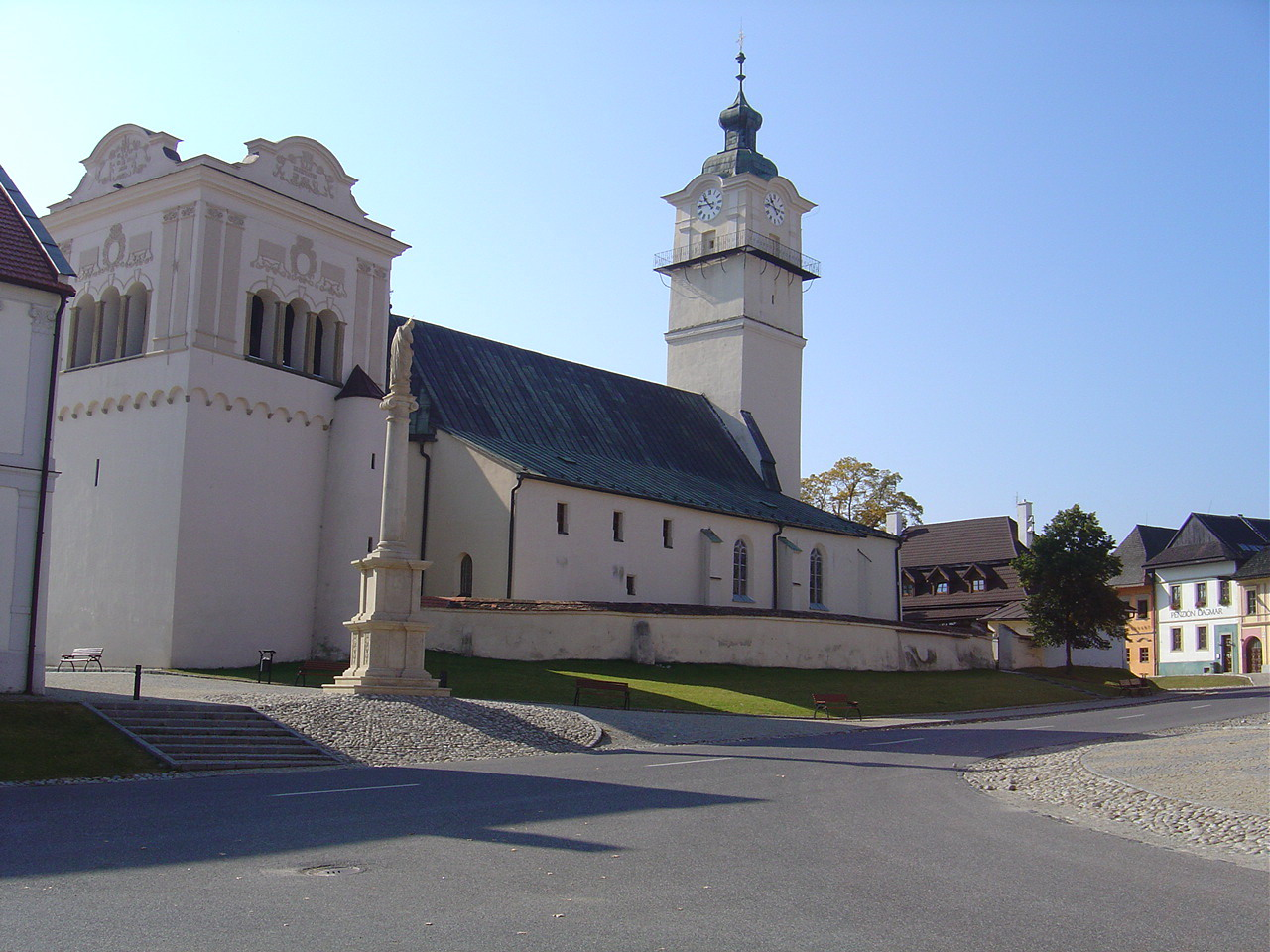
Центральная площадь

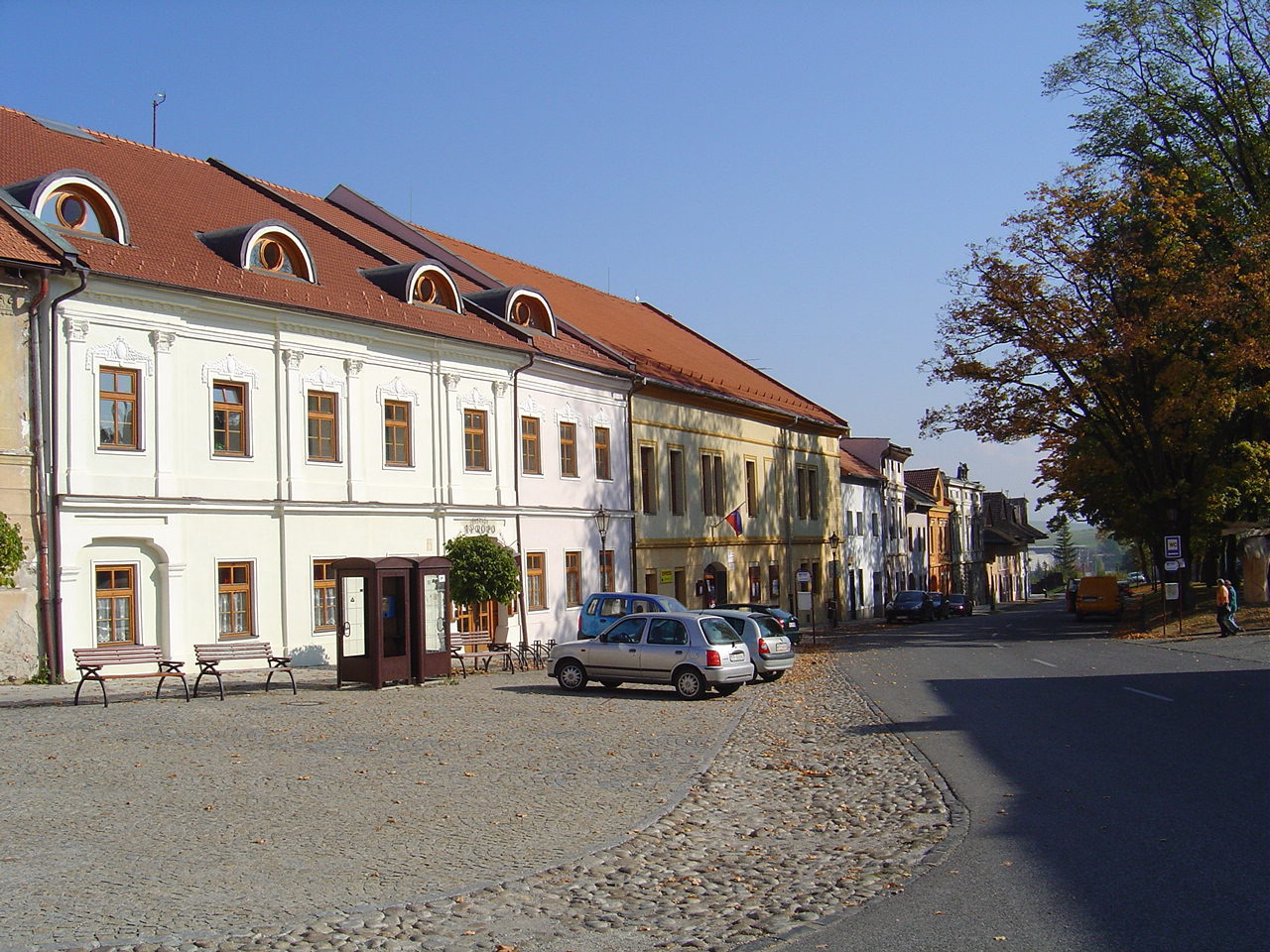
Центральная площадь

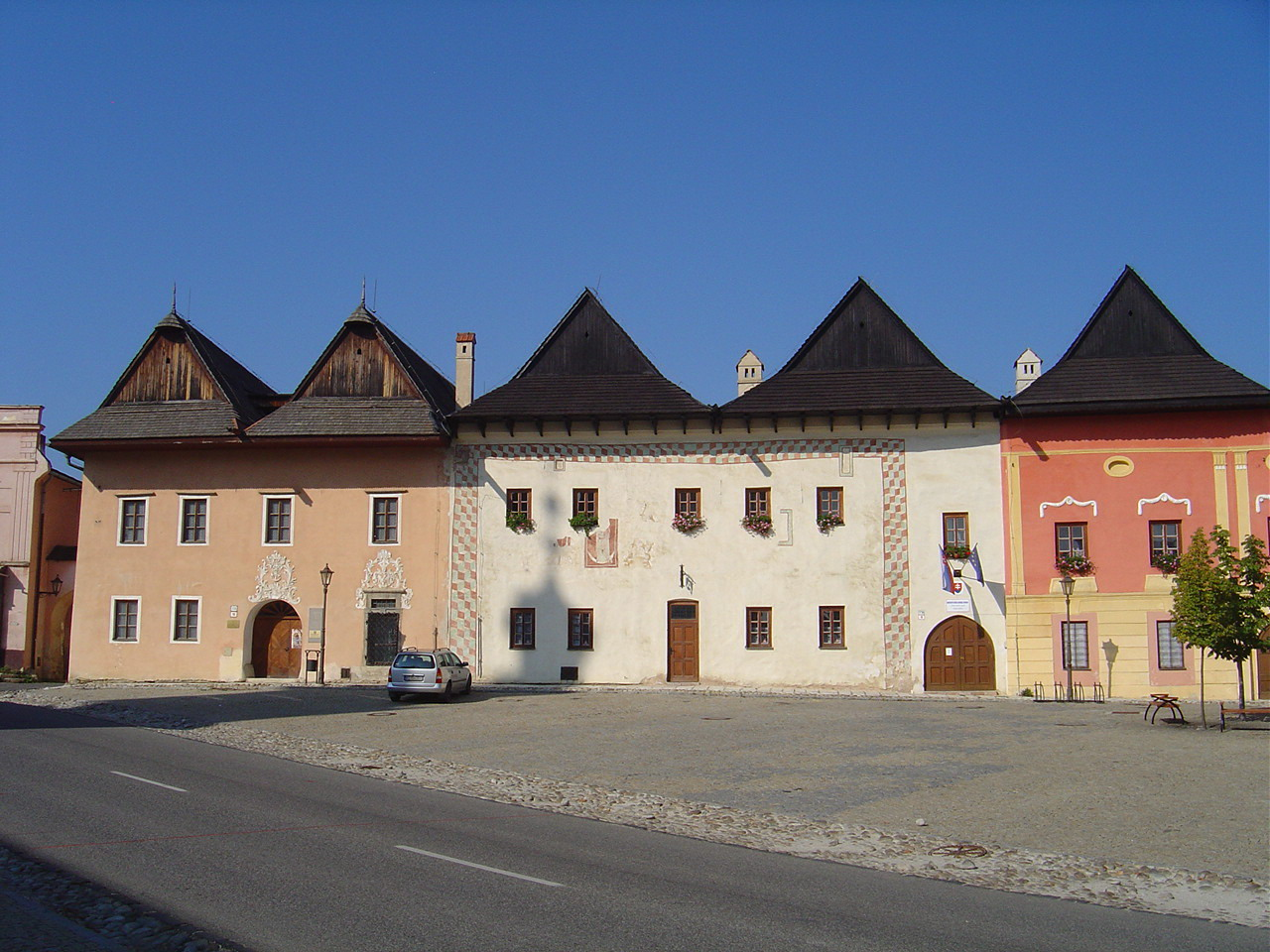
Центральная площадь

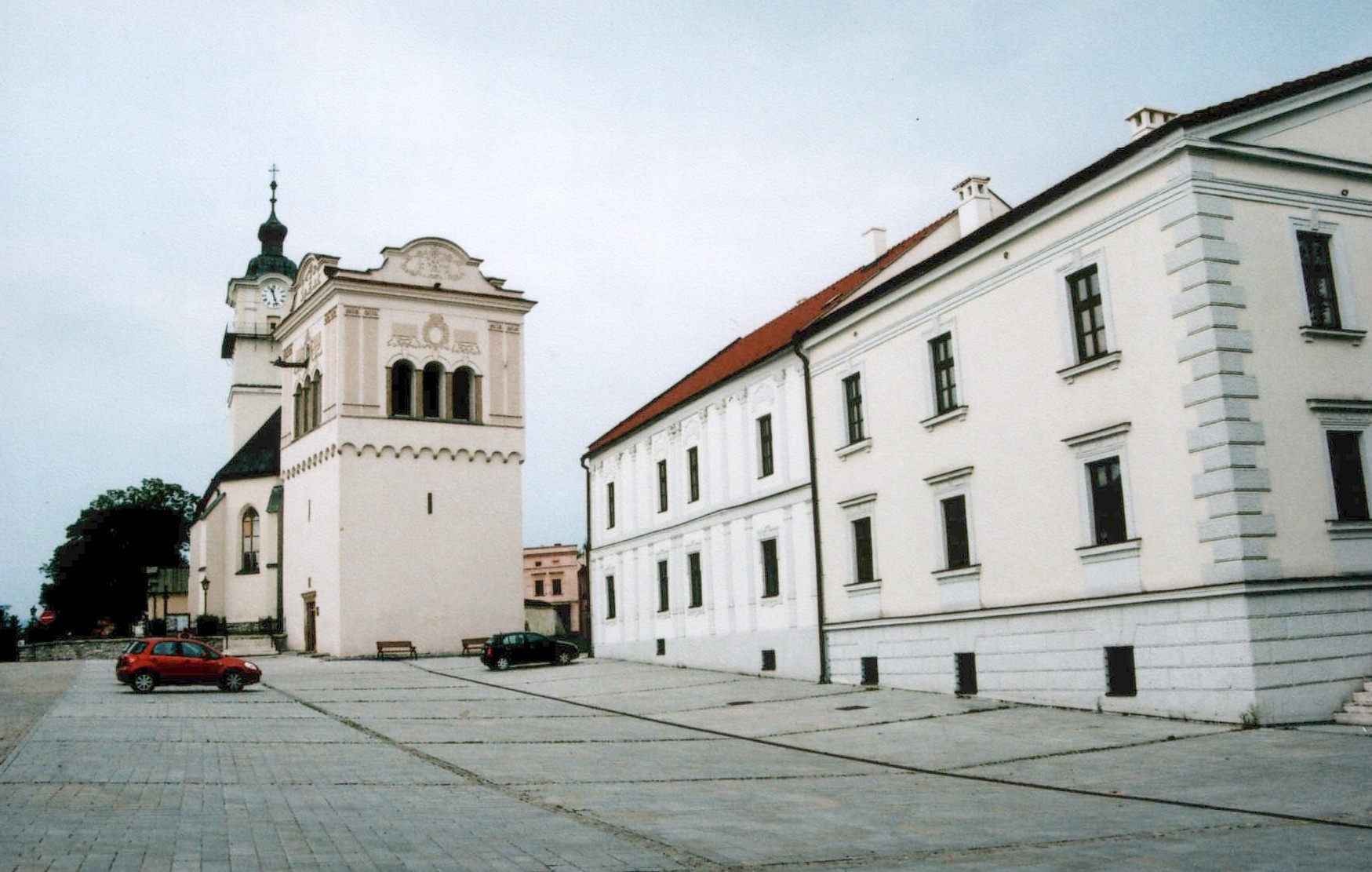
Центральная площадь и ратуша

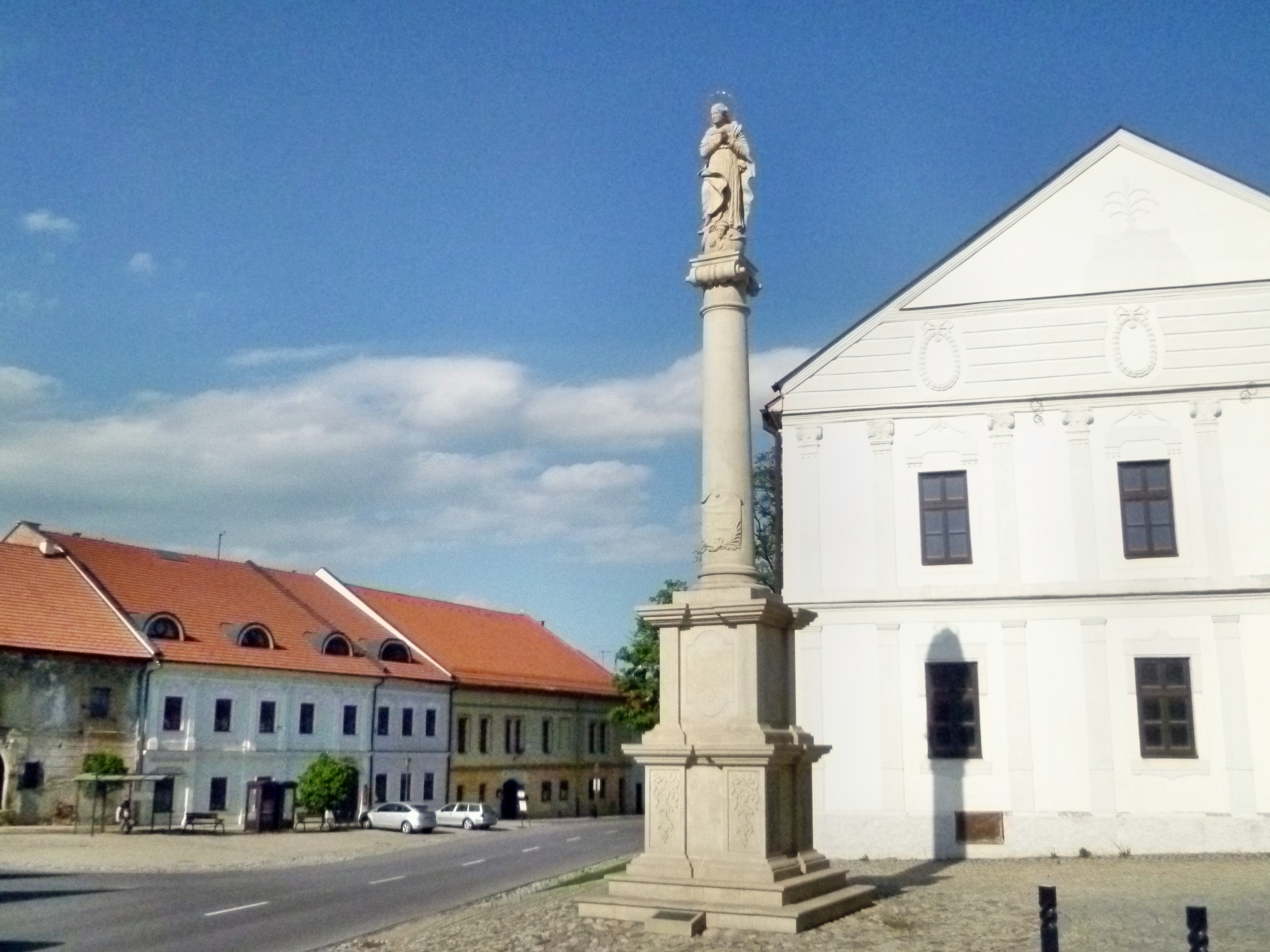
Марианская колона

Спишска-Собота (словац. Spišská Sobota; нем. Georgenberg; венг. Szepesszombat; лат. Forum Sabathi или Mons-Sancti-Georgii) — часть г. Попрада в исторической области Спиш Словакии.
В прошлом самостоятельный город с богатой историей. Расположен на расстоянии около 1,5 км к северо-востоку от центра Попрада на левом берегу реки Попрад.

## История
Первое письменное упоминание относится к 1256 году, как и о городе Попраде (по-видимому, поселение здесь было заложено во второй половине XII века). Город возник на территории славянской торговой усадьбы и на перекрёстке торговых путей из Венгрии в Польшу. В 1271 году впервые получил городские привилегии.
После татарских набегов — опустел, в XIII веке его заселили немецкие колонисты. Святым покровителем немецкого населения города был св. Георгий, отсюда немецкое название Georgenberg. Вместе с колонистами прибыли ремесленники, мастеровые-специалисты.
В XVII столетии город упоминается как важный торговый и ремесленный центр.
Наибольшее развитие получил в XVIII столетии, так в 1773 году здесь работало 126 мастеров-ремесленников, несколько цехов, функционировал водопровод, городские бани, детский приют. Город был окружен фортификационными укреплениями. В 1412—1772 годах, наряду с остальными городами, Спишска-Собота являлась одним из 13 залоговых спишских городов Польши.
После XVIII века в результате снижения его значения как торгово-перевалочного пункта и из-за антигабсбургских выступлений, которые представляли угрозу купцам, торговая жизнь здесь стала замирать. Ещё одним негативным фактором стало то, что строительство железной дороги из Попрада в Прагу обошло стороной Спишску-Соботу.
Промышленное производство в Спишской-Соботе стало интенсивно развиваться только в конце XIX века. Здесь возникли небольшие производства, фабрики по переработке льна и металлов, частная электростанция, винокурня и лесопилка. С 1869 в городе функционировал объединённый Сберегательный банк пяти горноспишских городов, филиал Кежмарокского Zipser Bank (Зипсер Банк) и католический Народный банк.
До 1923 года г. Спишска-Собота являлся административным центром городского и районного управлений.
В 1946 Спишска-Собота была административно присоединена к Попраду. В 1950 году благодаря сохранившемуся неповреждённому средневековому облику Спишска-Собота была объявлена городом-заповедником.
В настоящее время Спишска-Собота — один из основных историко-туристических центров Словакии.

## Достопримечательности
- Наиболее известным памятником архитектуры является Церковь святого Юрая, которая была построена в середине XIII века с готическим интерьером и алтарём из мастерской художника Павла из города Левоча.
- Площадь Рынок
- Колокольня эпохи Ренессанса (1598)
- Городская ратуша
- Колона со статуей Девы Марии, в память о возвращении спишских городов Венгрии
- Комплекс городских домов, большинство которых построено в XVI—XVII столетиях. В настоящее время многие из них используются в качестве ресторанов и отелей, в некоторых находятся культурные и государственные учреждения: библиотека, архив, учреждение по охране архитектурных памятников и др.

## Известные уроженцы и жители
- Брокоф, Ян (1652—1718) — чешский скульптор и резчик по дереву, один из лучших творцов эпохи барокко в Чехии.
- Бела фон Керлинг (1891-1937) — венгерский спортсмен мирового уровня, участник двух Олимпиад.
- Бартечко, Любош (р. 1976) — словацкий хоккеист.
- Бондра, Петер (р. 1968) — словацкий хоккеист.
- Секель, Тибор (1912—1988) — журналист, исследователь, писатель и юрист.
- Сухи, Радослав (р. 1976) — словацкий хоккеист.